# Econometria espacial
L'econometria espacial és el camp on s'intersecten l'anàlisi espacial i l'econometria. El terme "econometria espacial" va ser introduït per primera vegada per l'economista belga Jean Paelinck (universalment reconegut com el pare de la disciplina) en la reunió anual de l'Associació Holandesa d'Estadística el maig de 1974 (Paelinck i Klaassen, 1979).
En general, l'econometria difereix d'altres branques de l'estadística en centrar-se en models teòrics, els paràmetres dels quals s'estimen mitjançant anàlisi de regressió. L'econometria espacial és un refinament d'això, on el model teòric implica interaccions entre diferents entitats o les observacions de dades no són realment independents. Per tant, es poden estimar models que incorporen correlació espacial o efectes de barri mitjançant mètodes economètrics espacials. Aquests models són comuns en ciències regionals, economia immobiliària, economia de l'educació, mercat immobiliari i molts altres. L'adopció d'una visió més general, segons la llei de l'Associació d'Econometria Espacial, la disciplina es defineix com el conjunt de models i instruments teòrics de l'estadística espacial i l'anàlisi de dades espacials per analitzar diversos efectes econòmics, com ara externalitats, interaccions, concentració espacial i molts altres "(Associació Espacial de l'econometria, 2006). Els desenvolupaments recents tendeixen a incloure també mètodes i models de xarxa social economètrics.